# Riforma scozzese

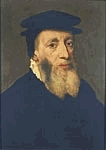
John Knox riconosciuto capo della riforma scozzese.

La riforma scozzese fu la formale interruzione dei rapporti fra Scozia e papato nel 1560, e gli eventi che si succedettero. Essa fu parte della più ampia riforma protestante che interessò gran parte d'Europa e che, nel caso della Scozia, culminò ecclesiasticamente nella fondazione della chiesa riformata, e politicamente nel trionfo dell'influenza inglese sul Regno di Francia.
La riforma del Parlamento scozzese del 1560, che ripudiò l'autorità del Papa, proibì la celebrazione della messa e approvò una confessione di fede protestante, fu resa possibile da una rivoluzione contro l'egemonia francese. Prima di ciò, la Scozia era sotto il regime della reggente Maria di Guisa, che aveva governato in nome di sua figlia Maria di Scozia nello stesso tempo regina consorte di Francia.
La riforma scozzese plasmò decisamente la Chiesa riformata di Scozia e, attraverso essa, tutte le altre chiese presbiteriane del mondo.